# Emiliano Llanes
Emiliano Llanes, vollständiger Name Emiliano Nahuel Llanes Cancela, (* 4. Juli 1995 in Montevideo) ist ein uruguayischer Fußballspieler.

## Karriere
Der 1,85 Meter große Torhüter Llanes spielte in der U-19 bis Ende Juli 2014 für die Nachwuchsmannschaft des Club Atlético Rentistas. Er steht seit der Saison 2014/15 im Kader des uruguayischen Vereins Villa Española. In der Clausura 2015 absolvierte er dort zwei Partien der Segunda División. Während der Spielzeit 2015/16 kam er nicht in der Liga zum Einsatz.